# Xindian (köpinghuvudort i Kina, Hubei Sheng, lat 29,65, long 113,68)
Xindian (kinesiska: 新店, 新店镇) är en köpinghuvudort i Kina. Den ligger i provinsen Hubei, i den centrala delen av landet, omkring 120 kilometer sydväst om provinshuvudstaden Wuhan. Antalet invånare är 23 186. Befolkningen består av 11 217 kvinnor och 11 969 män. Barn under 15 år utgör 17,0 %, vuxna 15-64 år 73 %, och äldre över 65 år 8,0 %.
Runt Xindian är det ganska tätbefolkat, med 248 invånare per kvadratkilometer. Xindian är det största samhället i trakten. I omgivningarna runt Xindian växer huvudsakligen savannskog.
Genomsnittlig årsnederbörd är 1 743 millimeter. Den regnigaste månaden är maj, med i genomsnitt 244 mm nederbörd, och den torraste är januari, med 42 mm nederbörd.